# Sonata per a oboè en fa major (HWV 363a)

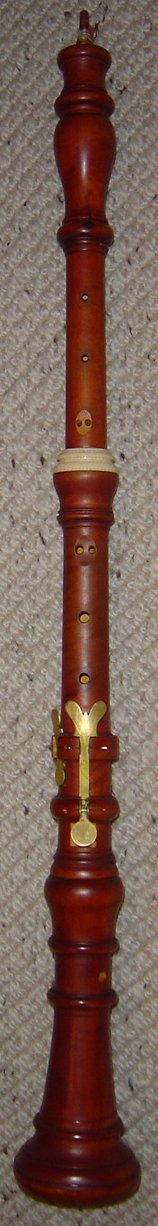
Oboè barroc (còpia d'un Stanesby)

La Sonata per a oboè en fa major (HWV 363a) fou composta per Georg Friedrich Händel entre 1711 i 1716. Està escrita per a oboè i teclat (clavicèmbal). L'obra també és referenciada com a HHA iv/18,36. No apareix en el catàleg Händel-Gesellschaft (HG).
Més tard, la sonata va ser revisada i escrita com a Sonata per a flauta en sol major (HWV 363b).
Una interpretació típica dura aproximadament vuit minuts.

## Moviments
La sonata consta de cinc moviments:
| Núm. | Tipus   | Notes |
| ---- | ------- | --- |
| 1    | Adagio  | Un adagio típicament händelià. |
| 2    | Allegro | El tema és introduït per l'oboè; posteriorment entra el teclat i evoluciona cap a una petita fanfara. Händel destaca el moment culminant del moviment amb l'oboè fent la nota més aguda possible. |
| 3    | Adagio  | Més planyívol que el primer adagio. |
| 4    | Bourrée | Una dansa alegre que prepara la segona secció amb música de "L'Arribada de la Reina de Sheba" |
| 5    | Minuet  | El minuet es caracteritza per petits salts melòdics ascendents. |